# Új-Zéland az 1988. évi téli olimpiai játékokon
Új-Zéland a kanadai Calgaryban megrendezett 1988. évi téli olimpiai játékok egyik részt vevő nemzete volt. Az országot az olimpián 3 sportágban 9 sportoló képviselte, akik érmet nem szereztek.

## Alpesisí
Férfi
| Versenyző            | Versenyszám            | 1. futam      | 1. futam      | 2. futam      | 2. futam      | Összesítés    | Összesítés    |
| Versenyző            | Versenyszám            | Idő           | Hely.         | Idő           | Hely.         | Idő           | Helyezés      |
| -------------------- | ---------------------- | ------------- | ------------- | ------------- | ------------- | ------------- | ------------- |
| Matthias Hubrich     | Műlesiklás             | 58,16         | 33.           | 54,08         | 23.           | 1:52,24       | 22.           |
| Matthias Hubrich     | Óriás-műlesiklás       | 1:12,25       | 46.           | nem ért célba | nem ért célba | kiesett       | kiesett       |
| Matthias Hubrich     | Szuperóriás-műlesiklás |               |               |               |               | 1:45,46       | 24.*          |
| Simon Lyle Wi Rutene | Műlesiklás             | 55,80         | 29.           | 51,58         | 17.           | 1:47,38       | 17.           |
| Simon Lyle Wi Rutene | Óriás-műlesiklás       | nem ért célba | nem ért célba | kiesett       | kiesett       | kiesett       | kiesett       |
| Simon Lyle Wi Rutene | Szuperóriás-műlesiklás |               |               |               |               | nem ért célba | nem ért célba |

| Versenyző            | Versenyszám | Lesiklás      | Lesiklás      | Lesiklás      | Műlesiklás | Műlesiklás | Műlesiklás | Műlesiklás | Műlesiklás | Műlesiklás | Műlesiklás | Összesítés | Összesítés |
| Versenyző            | Versenyszám | Lesiklás      | Lesiklás      | Lesiklás      | 1. futam   | 1. futam   | 2. futam   | 2. futam   | Össz.      | Össz.      | Össz.      | Összesítés | Összesítés |
| Versenyző            | Versenyszám | Idő           | Pont          | Hely.         | Idő        | Hely.      | Idő        | Hely.      | Idő        | Pont       | Hely.      | Pont       | Helyezés   |
| -------------------- | ----------- | ------------- | ------------- | ------------- | ---------- | ---------- | ---------- | ---------- | ---------- | ---------- | ---------- | ---------- | ---------- |
| Simon Lyle Wi Rutene | Összetett   | nem ért célba | nem ért célba | nem ért célba | kiesett    | kiesett    | kiesett    | kiesett    | kiesett    | kiesett    | kiesett    | kiesett    | kiesett    |

Női
| Versenyző    | Versenyszám            | 1. futam | 1. futam | 2. futam      | 2. futam      | Összesítés | Összesítés |
| Versenyző    | Versenyszám            | Idő      | Hely.    | Idő           | Hely.         | Idő        | Helyezés   |
| ------------ | ---------------------- | -------- | -------- | ------------- | ------------- | ---------- | ---------- |
| Kate Rattray | Műlesiklás             | 56,79    | 31.      | 56,15         | 21.           | 1:52,94    | 21.        |
| Kate Rattray | Óriás-műlesiklás       | 1:04,10  | 34.      | nem ért célba | nem ért célba | kiesett    | kiesett    |
| Kate Rattray | Szuperóriás-műlesiklás |          |          |               |               | 1:23,48    | 28.        |

* - egy másik versenyzővel azonos eredményt ért el

## Bob
| Versenyző                                         | Versenyszám | 1. futam | 1. futam | 2. futam | 2. futam | 3. futam | 3. futam | 4. futam | 4. futam | Összesítés | Összesítés |
| Versenyző                                         | Versenyszám | Idő      | Hely.    | Idő      | Hely.    | Idő      | Hely.    | Idő      | Hely.    | Idő        | Helyezés   |
| ------------------------------------------------- | ----------- | -------- | -------- | -------- | -------- | -------- | -------- | -------- | -------- | ---------- | ---------- |
| Lex Peterson Peter Henry                          | Kettes      | 58,65    | 20.      | 1:00,87  | 29.      | 1:01,25  | 22.      | 1:00,27  | 21.      | 4:01,04    | 20.*       |
| Owen Pinnell Blair Telford                        | Kettes      | 1:00,37  | 35.      | 1:00,95  | 32.      | 1:01,62  | 26.      | 1:01,22  | 29.      | 4:04,16    | 31.        |
| Lex Peterson Blair Telford Rhys Dacre Peter Henry | Négyes      | 57,98    | 23.      | 58,42    | 18.      | 57,30    | 17.      | 58,67    | 21.*     | 3:52,37    | 21.        |

* - egy másik csapattal azonos eredményt ért el

## Sífutás
Női
| Versenyző      | Versenyszám | Eredmény  | Helyezés |
| -------------- | ----------- | --------- | -------- |
| Madonna Harris | 20 km       | 1:03:09,6 | 40.      |